# Patrick van Aanholt
Patrick van Aanholt (prononcé en néerlandais : [ˈpɛtrɪk fɑn ˈaːnɦɔlt]), né le 29 août 1990 à Bois-le-Duc, est un footballeur international néerlandais qui évolue au poste d'arrière gauche au Sparta Rotterdam.

## Biographie
Patrick naît aux Pays-Bas de parents curaciens.

### En club
Patrick van Aanholt commence sa carrière professionnelle avec le club de Chelsea. Il apparaît pour la première fois en FA Cup face à Preston North End lors de la saison 2009-10, portant le numéro 52, mais il reste alors sur le banc. 
Il joue pour la première fois le 24 mars 2010, pour une victoire à l'extérieur 5-0 à Portsmouth, en remplaçant Iouri Jirkov au poste d'arrière gauche. Il fait ensuite ses débuts à domicile, le 27 mars 2010, contre Aston Villa. Il marque son premier but pour Chelsea le 22 septembre 2010, lors d'une défaite 3-4 face à Newcastle United. Il participe avec Chelsea à la phase de groupe de la Ligue des champions en 2010 (quatre matchs joués).
Il avait auparavant été prêté par Chelsea à Coventry City le 9 août 2009. Il joue son premier match avec Coventry face à Ipswich Town. Il est rappelé à Chelsea en décembre, à cause de l'absence de nombreux joueurs partis disputer la Coupe d'Afrique des nations. 
Le 29 janvier 2010, Van Aanholt rejoint Newcastle United, sur un accord de prêt d'un mois, en l'absence de José Enrique Sánchez. Un an plus tard, le 26 janvier 2011, il est prêté jusqu'à la fin de la saison à Leicester City. En janvier 2012, il est prêté au Vitesse Arnhem. Il réintègre l'effectif des Blues en juillet 2012, avant d'être de nouveau prêté au Vitesse Arnhem pendant deux saisons.
Le 25 juillet 2014, il s'engage pour quatre ans avec le club du Sunderland AFC.
Le 30 janvier 2017, il s'engage pour quatre ans et demi avec le club de Crystal Palace. Le montant du transfert s'élève à 16 millions d'euros.

### En équipe nationale
Avec les espoirs, il participe au championnat d'Europe espoirs en 2013. Lors de cette compétition organisée en Israël, il ne joue qu'un seul match, contre l'Espagne. Les Néerlandais s'inclinent en demi-finale face à l'Italie.
Il reçoit sa première sélection en équipe des Pays-Bas le 19 novembre 2013, en amical contre la Colombie (score : 0-0). Il enregistre sa première victoire le 29 mars 2016, en amical contre l'Angleterre (victoire 1-2).

## Palmarès

### En club
PSV Eindhoven
- Coupe des Pays-Bas (1) :
  - 2023.

### En sélection
- Pays-Bas
  - Finaliste de la Ligue des nations en 2019.